# Sulejman Talović
Sulejman Talović, né à Cerska en Bosnie-Herzégovine, dans la région de Vlasenica le 6 octobre 1988 et mort le 12 février 2007, est un criminel américain.
Après avoir survécu au massacre de Srebrenica en 1995, sa famille a immigré aux États-Unis, à Salt Lake City, dans l'Utah. Le 12 février 2007, Sulejman Talović, alors âgé de 18 ans, tue cinq civils et en blesse quatre autres lors d'une fusillade dans le Trolley Square, à Salt Lake City, avant d'être abattu par la police.

## La fusillade
La police de la ville de Salt Lake City affirme avoir aperçu Talović portant un fusil de chasse, en plus d'un fusil de calibre 38 et d'un sac rempli de munitions. Sulejman tue cinq personnes : Jeffrey Walker, 52 ans, Vanessa Quinn, 29 ans, Kirsten Hinckley, 15 ans, Teresa Ellis, 29 ans et Brad Frantz, 24 ans et en blesse quatre autres : Allen Walker, 16 ans , le fils de Jeffrey Walker, Carolyn Tuft, 44 ans, la mère de Kirsten Hinckley, Shawn Munns, 34 ans et Stacy Hansen, 53 ans.

## Motivations
Aucune source ne permet d'affirmer quelles étaient les motivations et les raisons du jeune Talović pour commettre un crime pareil. Sa tante, Ajka Omerović, affirme aux journalistes d'une télévision locale : « Sulejmen était un si bon garçon. Je n'arrive pas à comprendre comment cela est arrivé »[réf. nécessaire]. 
Le F.B.I. affirme que son acte n'a rien à avoir avec ses croyances religieuses[réf. nécessaire].